# Campeonato Europeo de Patinaje Artístico sobre Hielo de 1993
El LXXXIV Campeonato Europeo de Patinaje Artístico sobre Hielo se realizó en Helsinki (Finlandia) del 12 al 17 de enero de 1993. Fue organizado por la Unión Internacional de Patinaje sobre Hielo (ISU) y la Federación Finlandesa de Patinaje Artístico sobre Hielo.

## Resultados

### Masculino
| Puesto | Nombre             | País    | Puntos |
| ------ | ------------------ | ------- | ------ |
| Oro    | Dmitri Dmintrenko  | Ucrania |        |
| Plata  | Philippe Candeloro | Francia |        |
| Bronce | Eric Millot        | Francia |        |

### Femenino
| Puesto | Nombre          | País     | Puntos |
| ------ | --------------- | -------- | ------ |
| Oro    | Surya Bonaly    | Francia  |        |
| Plata  | Oksana Bayul    | Ucrania  |        |
| Bronce | Marina Kielmann | Alemania |        |

### Parejas
| Puesto | Nombre                              | País     | Puntos |
| ------ | ----------------------------------- | -------- | ------ |
| Oro    | Marina Yeltsova / Andrey Bushkov    | Rusia    |        |
| Plata  | Mandy Wötzel / Ingo Steuer          | Alemania |        |
| Bronce | Yevguéniya Shishkova / Vadim Naúmov | Rusia    |        |

### Danza en hielo
| Puesto | Nombre                             | País      | Puntos |
| ------ | ---------------------------------- | --------- | ------ |
| Oro    | Maya Usova / Aleksandr Zhulin      | Rusia     |        |
| Plata  | Oksana Grishchuk / Yevgueni Plátov | Rusia     |        |
| Bronce | Susanna Rahkamo / Petri Kokko      | Finlandia |        |

## Medallero
| Núm. | País      | Oro | Plata | Bronce | Total |
| ---- | --------- | --- | ----- | ------ | ----- |
| 1    | Rusia     | 2   | 1     | 1      | 4     |
| 2    | Francia   | 1   | 1     | 1      | 3     |
| 3    | Ucrania   | 1   | 1     | 0      | 2     |
| 4    | Alemania  | 0   | 1     | 1      | 2     |
| 5    | Finlandia | 0   | 0     | 1      | 1     |
|      | TOTAL     | 4   | 4     | 4      | 12    |